# Bay Cities FC
El Bay Cities FC es un equipo de fútbol de Estados Unidos que juega en la National Independent Soccer Association, la tercera división nacional.

## Historia
Fue fundado en el año 2021 en la ciudad de Redwood City, California por Anders Perez, Ivan Martinez y K.C. Watson.
En invierno de la temporada 2021 el BCFC jugó en la NISA Independent Cup, finalizando en tercer lugar de la región del Pacífico, detrás del PDX FC y el Space United FC.
Más tarde anunciaron a Eric Bucchere como director deportivo y la National Independent Soccer Association aceptó la inclusión del Bay Cities para la temporada 2022. Bay Cities FC se convierte en el sexto equipo de fútbol profesional del norte de California junto a San Jose Earthquakes, Sacramento Republic FC, Oakland Roots, Monterey Bay FC y Central Valley Fuego FC.
Los colores del BCFC son oro y negro, los mismos del 'Golden State' y su paodo del Bridge the Bay; el club tiene el potencial de atraer a más de 700 000 aficionados al fútbol que vivien en el oeste de área de la bahía, ya que no tienen un equipo de fútbol desde que el San Francisco Deltas desapareció en 2017.
El grupo de aficionados del Bay Cities FC se le llama 'Legion del oro'.